# Antonio Augusto Villareal Acosta
Antonio Augusto Villarreal Acosta (sinh 1 tháng 9 năm 1950) là nhà kinh tế học và nhà bất đồng chính kiến người Cuba. Ông cũng là người điều phối dự án Varela. Ông đã xuất bản các báo cáo về những vấn đề khó khăn của các phương tiện vận tải, cung cấp thực phẩm và tình trạng thiếu nhà ở.
Năm 2003, ông đã bị chính quyền Cuba bắt trong vụ mùa xuân đen và bị xử phạt 15 năm tù. Tổ chức Ân xá Quốc tế đã tuyên bố ông là một tù nhân lương tâm.
Năm 2007, Hội Nhân quyền Quốc tế (International Society for Human Rights) cho biết, sức khỏe của ông bị suy sụp trầm trọng, ông đã bị sụt mất 60% thể trọng trước đây của mình.